# Par trenzado no blindado

Cada par es torsionado para disminuir la interferencia.

El par trenzado no blindado  o UTP (del inglés unshielded twisted pair) es un tipo de cable de par trenzado que no se encuentra blindado y que se utiliza principalmente para comunicaciones. Se encuentra normalizado de acuerdo a la norma estadounidense TIA/EIA-568-B y a la internacional ISO/IEC 11801.

## Historia
Poco después de la invención del teléfono, las líneas de cableado al aire libre se utilizaron para la transmisión. Dos cables, estructurados a ambos lados de las barras cruzadas en los postes de teléfono, compartían la ruta con las líneas de energía eléctrica.

Transporte del cable en lo alto del poste.

En un primer momento, la interferencia de las líneas eléctricas limitaba la distancia de las señales telefónicas. Al descubrir la causa, los ingenieros idearon un método para cancelar esas interferencias, llamado cable de transposición, consistente en que una vez cada varios postes los cables se cruzaban. De esta forma, los dos cables recibirían interferencias electromagnéticas similares de las líneas eléctricas.
Hoy en día, las líneas de cableado al aire libre con transposiciones periódicas, aún se pueden encontrar en las zonas rurales. Esto representó una rápida aplicación sobre la torsión de giro con una tasa alrededor de 4 giros por kilómetro.
Los cables de par retorcido se utilizaron por primera vez en sistemas de telefonía por Bell en 1881 y en 1900 por toda la red americana. La mayoría de los miles de millones de kilómetros de cable de par retorcido en el mundo están al aire libre, y son propiedad de las compañías telefónicas, utilizados para el servicio de voz, y solo por profesionales. La mayoría de los datos de las conexiones a Internet utilizan estos cables.

## Construcción

### Código de colores

Colores del cableado en un conector RJ-45 según la norma 568B.

Para un uso masivo en interiores el cable UTP es a menudo agrupado en conjuntos de 25 pares de acuerdo al estándar de Código de colores de 25 pares, desarrollado originalmente por AT&T. Un típico subconjunto de estos colores es el más usado en los cables UTP: blanco-naranja, naranja, blanco-verde, azul, blanco-azul, verde, blanco-marrón y marrón.

### Mecánica
Cada par de cables es un conjunto de dos conductores aislados con un recubrimiento plástico. Este par se retuerce para que las señales transportadas por ambos conductores (de la misma magnitud y sentido contrario) no generen interferencias ni resulten sensibles a emisiones.
La u de UTP indica que este cable es sin blindaje o no blindado. Esto quiere decir que este cable no incorpora ninguna malla metálica que rodee ninguno de sus elementos (pares) ni el cable mismo.
Los cables de par retorcido por lo general tienen estrictos requisitos para obtener su máxima tensión, así como tener un radio de curvatura mínimo. Esta relativa fragilidad de los cables de par retorcido hace que su instalación sea tan importante para asegurar el correcto funcionamiento del cable.

## Usos comunes

### En interiores
Se utiliza en telefonía y redes de ordenadores, por ejemplo en LAN Ethernet y fast Ethernet. Actualmente ha empezado a usarse también en redes gigabit Ethernet.

### En el exterior
Para cables telefónicos urbanos al aire libre que contienen cientos o miles de pares, hay tipos de retorcidos para cada pareja que son impracticables. Para este diseño, el cable se divide en pequeños paquetes idénticos, pero cada paquete consta de pares retorcidos que tienen diferentes tipos de retorcido. Los paquetes son a su vez retorcidos juntos para hacer el cable. Debido a que residen en diferentes paquetes, los pares retorcidos que tienen el mismo tipo de giro están protegidos por una separación física. Aun así, las parejas que tengan el mismo retorcido en el tipo de cable tendrán mayores interferencias que las de diferente torsión. El cableado de par retorcido se suele usar en redes de datos para conexiones de corto y medio alcance, debido a su menor costo en comparación con el cableado de fibra y coaxial.

## Conectores

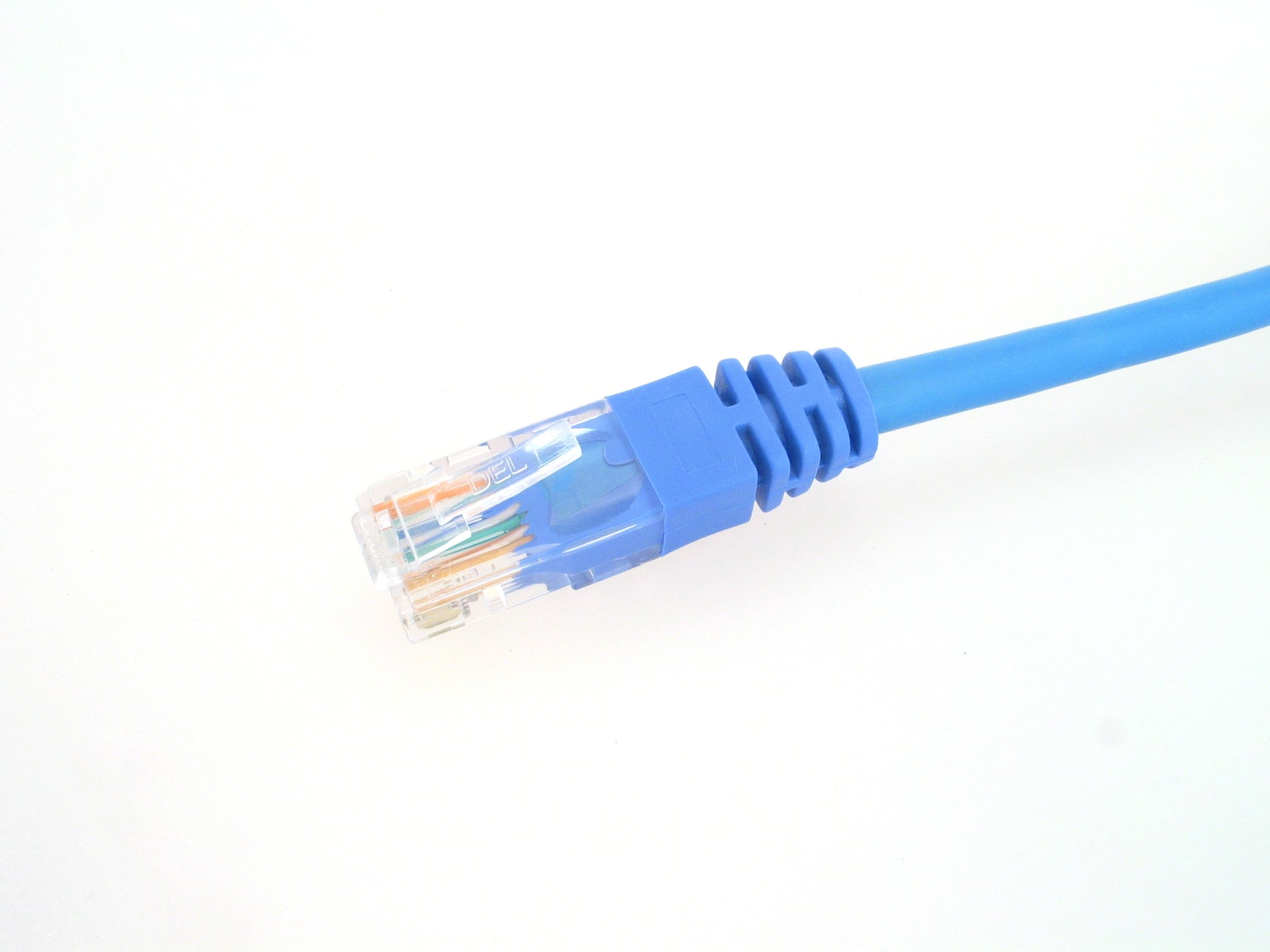
Conector RJ-45 visto desde arriba

Emplea conectores denominados RJ (Registered Jack), siendo los más comúnmente utilizados los RJ-11 (de 4 patillas), RJ-12 (de 6 patillas) y RJ-45 (de 8 patillas).

## Ventajas y desventajas
Ventajas
- Cable delgado y flexible, fácil para cruzar entre paredes, pero a su vez duro para que cueste romperse.
- Tamaño reducido, por lo que no se llenan rápidamente los conductos de cableado.
- Cuesta menos por kilómetro que cualquier otro tipo de cable LAN.

Desventajas
- La susceptibilidad del par retorcido a las interferencias electromagnéticas.